# Мельник, Павел Викторович
Павел Викторович Мельник (укр. Павло Вікторович Мельник; род. 26 июня 1984, Запорожье) — украинский общественный деятель, политик. Народный депутат Украины IX созыва. Член Комитета Верховной Рады Украины по вопросам интеграции Украины с Европейским Союзом.

## Биография
Окончил Запорожский национальный университет (факультет иностранной филологии), получил квалификацию магистра филологии, переводчика. Позже получил второе высшее образование, получил квалификацию преподавателя университетов и других высших учебных заведений. С 2019 года — студент Национального юридического университета им. Я. Мудрого.
PR-директор Благотворительного фонда «Алкоголь СТОП». Награждён грамотами Запорожского городского совета за активную общественную деятельность, отличием Министерства образования и науки Украины.
Работал журналистом и телеведущим. Призёр и победитель Всеукраинских и Международных музыкальных конкурсов. Соорганизатор региональных этапов Национальных конкурсов красоты. Принимал участие в мастер-классах ведущих политологов и пиарщиков Европы.

### Политическая деятельность
Кандидат в народные депутаты от партии «Слуга народа» на парламентских выборах 2019 года (избирательный округ № 81, Токмак, Весёловский район, Михайловский район, Приазовский, Приморский, Токмакский, Акимовский районы). На время выборов: пиар-директор благотворительного фонда «Алкоголь СТОП», проживает в г. Токмак Запорожской области. Беспартийный.
Глава Подкомитета по вопросам координации программ технической помощи Европейского Союза и сотрудничества с Евратомом комитета Верховной Рады Украины по вопросам интеграции Украины с Европейским Союзом. Заместитель Главы Постоянной делегации Верховной Рады Украины в Парламентской ассамблее ЕС — Восточные соседи (ПА Евронест).
Согласно анализу движения ЧЕСТНО за 2019 год народный депутат Украины Павел Мельник предложил наибольшее количество собственных законопроектов среди запорожских нардепов. По состоянию на декабрь 2021 года, автор 91 законопроекта (8 проектов Законов Украины — представлено лично), из которых 20 стали действующими законами.
Законопроекты, которые лично были поданы автором:
- «Об обязанности для хозяйствующих субъектов устанавливать автоматизированные приборы контроля на стационарных источниках выбросов, а также обнародовать информацию о выбросах вредных веществ в атмосферный воздух» Законопроект Мельника П. В. взят за основу при подготовке соответствующего правительственного законопроекта[10].
- «Об улучшении социально-экономического положения студентов в Украине», который предусматривает введение положения о том, что стипендию должны получать не менее 70 % студентов, обучающихся за счёт государственного бюджета Украины (на практике сегодня только 40 % получают стипендию); и «привязать» размер стипендии к установленному Правительством Украины прожиточному минимуму[11].
- «О внесении изменений в Закон Украины „О жилищно-коммунальных услугах“ об отмене начисления пени за несвоевременное осуществление платежей».
- «О внесении изменений в статью 83 Кодекса Украины об административных правонарушениях по повышению ответственности за нарушение правил применения, хранения, транспортировки, обезвреживания, ликвидации и захоронения пестицидов и агрохимикатов, токсичных химических веществ и других препаратов».

Подал в интересах граждан Украины и трудовых коллективов более 150 депутатских запросов в органы местного самоуправления, центральную власть Украины и Президента Украины.
Выступил с инициативой увековечения памяти известного артиста Андрея Кузьменко (творческий псевдоним «Кузьма Скрябин») путём присвоения почётного звания «Народный артист Украины». Соответствующий депутатский запрос к Президенту Украины был поддержан большинством голосов в Верховной Раде Украины всеми депутатскими фракциями. Реагируя на этот депутатский запрос, Президент Украины Владимир Зеленский посмертно присвоил звание Андрею Кузьменко Героя Украины с удостоением ордена.
Инициатор масштабного капитального ремонта дорог юга Запорожской области. По его инициативе отремонтированы участки дорог международного и государственного значения: M14 (Приморск — Приазовское — Мелитополь), Н-30 (Василовка — Токмак — Бердянск), T — 08 — 20 (Якимовка — Кирилловка), T — 04 — 08 (Токмак — Орехов).
Активно занимался возобновлением финансирования на государственном уровне необходимых мер по государственной целевой программе «Питьевая вода Украины».
По состоянию на декабрь 2021 года — принят за основу проект Закона "Об Общегосударственной целевой социальной программе «Питьевая вода Украины» на 2022—2026 годы.
На программу «Питьевая вода Украины» в 2022 году предусмотрено финансирование в размере 1 млрд грн.
Во время пандемии распространения коронавирусной болезни Covid-19 выделил финансирование для районных и областных больниц Запорожской области для приобретения медицинского оборудования на общую сумму на уровне 18 млн грн.
Активный борец с незаконной застройкой на курортах, расположенных на побережье Азовского моря.
Выступает за развитие туризма в Украине, инициатор создания «Национальной стратегии развития туризма», основатель движения «Відпочивай в Україні» («Отдыхай в Украине»), занимается популяризацией курортов Азовского моря.